# 釜瀬富太
釜瀬 富太（かませ とみた、1884年（明治17年）3月 - 没年不詳）は、日本の内務官僚、朝鮮総督府官僚。教育者。

## 経歴
福岡県出身。第五高等学校を経て、1911年（明治44年）、東京帝国大学法科大学政治科を卒業した。1912年（大正元年）、高等文官試験に合格。佐賀県属、同警視、同理事官、神埼郡長、宮城県理事官、朝鮮総督府事務官、同税関長、咸鏡北道内務部長などを歴任した。
1928年（昭和3年）に退官し、1932年（昭和7年）に門司市助役に就任。その後、学校法人九州学園理事長、九州女子高等学校・中学校校長を務めた。